# Végtelen útvesztő 2. – Bajnokok csatája
A Végtelen útvesztő 2. – Bajnokok csatája (eredeti cím: Escape Room: Tournament of Champions) 2021-ben bemutatott amerikai lélektani horrorfilm, melyet Will Honley, Maria Melnik, Daniel Tuch és Oren Uziel forgatókönyvéből Adam Robitel rendezett. A film a 2019-es Végtelen útvesztő folytatása: Taylor Russell, Logan Miller és Deborah Ann Woll ismét szerepel a filmben, az új szereplők, Indya Moore, Holland Roden, Thomas Cocquerel és Carlito Olivero mellett.
Miután az első film 2019-ben váratlan sikert aratott, a Columbia Pictures jóváhagyta a folytatást. Robitel visszatért rendezőként, Schut írta a forgatókönyvet, Russell és Miller pedig új szereplőkkel kiegészülve ismét eljátszotta szerepét. A forgatás a dél-afrikai Fokvárosban zajlott 2019 augusztusa és szeptembere között.
A film 2021. július 1-jén került a mozikba Ausztráliában, az Amerikai Egyesült Államokban pedig július 16-án a Sony Pictures Releasing forgalmazásában, miután a COVID-19 világjárvány miatt többször is csúszott a bemutató. Magyarországon augusztus 12-én mutatta be az InterCom Zrt.. A film 51,8 millió dolláros bevételt szerzett és általánosságban vegyes visszajelzéseket kapott az kritikusoktól: dicsérték a bonyolult feladványokat, de megjegyezték, hogy a filmnek nem sikerült felülmúlni elődjét.

## Rövid történet
Hat ember akaratlanul egy újabb szabadulószobasorozatba zárva találja magát. Lassan kiderül, mi a közös bennük és rájönnek, hogy mindannyian játszottak már korábban.

## Cselekmény
Miután megmenekültek a Minos Corporation által szervezett „egyetlen túlélő” szabadulószobákból, Zoey Davis és Ben Miller úgy döntenek, szembeszállnak az árnyékszervezettel, amikor megtalálják a New York-i központ koordinátáit. Zoey-t arra biztatja a terapeutája, tegye túl magát a traumáján és a akrofóbián, de ő a repülés helyett inkább a vezetést választja Bennel.
A páros a főhadiszállást elhagyatottan találja, egy csavargó megszólítja őket és ellopja Zoey nyakláncát. A lány és Ben egyenesen a Q metróra üldözik, ahol a férfi csapdába csalja őket. Vagonjuk leválik a szerelvény többi részétől és egy távoli állomásra irányítják át, bezárva Zoey-t, Bent és a többi utast; Rachelt, Briannát, Nathant és Theót. Amikor az utasok rémülten rádöbbennek, hogy ismét Minos halálos játékába keveredtek, a jármű áram alá kerül. Zoey és Ben megtudja, hogy a többiek a korábbi szabadulószobák „győztes” túlélői. A meneküléshez a csoportnak metróérméket kell gyűjtenie, miközben az elektromosság egyre erősödik. Theó meghal, míg a többieknek sikerül megmenekülniük. Nathan elárulja, hogy az ő szabadulószobájában mindenki pap volt, Brianna csoportja mind influenszerekből állt, a Rachelében lévők pedig nem éreztek fizikai fájdalmat.
A következő szoba egy bank, lassan csukódó páncélteremmel és halálos lézeres biztonsági rendszerrel. A csoportnak másodpercek híján, de sikerül megfejtenie a bonyolult útvonalat, elkerülve a halálos lézereket. A helyiségben Zoey-t megzavarják egy Sonya nevű személyre történő egyre gyakoribb utalások és az, hogy a szabadulószobáknak a korábbiakkal ellentétben nincs nyilvánvaló kapcsolatuk a csoporttal.
A következő szoba egy képeslapra emlékeztető tengerpart, még több utalással Sonyára. Felfedezik, hogy a partot futóhomok borítja. Nathan feláldozza magát Rachelért, és a lány helyett őt nyeli el a homok. Zoey talál egy alternatív kiutat, éppen akkor, amikor Brianna kinyitja a kijelölt kijáratot. Vita tör ki arról, melyik útvonalon menjenek; Rachel és Ben Zoey oldalára áll. Brianna a fő kijáraton keresztül menekül, míg Rachel és Ben az alternatív útvonalon halad át. Ben beleesik a futóhomokba.
Zoey és Rachel egy csatornanyíláson keresztül jutnak vissza a városba. Először örülnek, hogy kint vannak, de hamar rájönnek, még mindig a játékban vannak, amikor a pánikba esett Briannával összetalálkoznak. Ha nem jutnak ki a szobából, időszakosan savas esőt szórnak rájuk. A csoport kinyit egy taxi ajtaját, amiben megmenekülhetnek, de amint Zoey beszáll, az ajtó becsukódik Rachelt és Brianna előtt. Zoey a következő szobába zuhan, míg Rachel és Brianna a halálos eső áldozataivá válnak.
A következő terem egy gyerekszoba, Sonya naplójával, amelyből kiderül, hogy a szobák az édesanyjával eltöltött, vidám kirándulás alapján készültek. Zoey felfedezi, hogy Sonya édesanyja Amanda Harper, aki túlélte az eredeti szabadulószobában történt zuhanását és arra kényszerült, hogy szabadulószobákat tervezzen a Minos számára, miután elrabolták a lányát. Amanda megjelenik és könyörög Zoey-nak, hogy ő legyen a Minos következő rejtvénykészítője, figyelmeztetve, hogy nincs más választása. Benről kiderül, hogy egy ketrecben tartják fogva. Amikor Zoey visszautasítja a Minos kérését, Ben ketrece elkezd megtelni vízzel, de Zoey és Amanda közös erővel kiszabadítják. Sikerül elmenekülniük a létesítményből, majd jelentést tesznek a rendőrségnek, akik előkerítik Rachel, Brianna, Nathan és Theo holttestét. A Minosról szóló hír nyilvánosságra kerül. Egy FBI-ügynök biztosítja Zoey-t arról, hogy a Minos nyomára fognak bukkanni.
Zoey magabiztosan úgy dönt, hazarepül Bennel. A fedélzeten rájön, hogy a terapeutája is benne volt a dologban és a repülő egy újabb szabadulószoba. A játékmester kigúnyolja Zoey-t, amiért beleesett legújabb csapdájukba, miközben a repülő zuhanni kezd, és altatógáz telíti meg az utasteret.

## Szereplők
| Szerep          | Színész          | Magyar hang     |
| --------------- | ---------------- | --------------- |
| Zoey Davis      | Taylor Russell   |                 |
| Ben Miller      | Logan Miller     | Baráth István   |
| Amanda Harper   | Deborah Ann Woll |                 |
| Rachel Ellis    | Holland Roden    |                 |
| Brianna Collier | Indya Moore      | Szilágyi Csenge |
| Nathan          | Thomas Cocquerel |                 |
| Theo            | Carlito Olivero  | Ember Márk      |

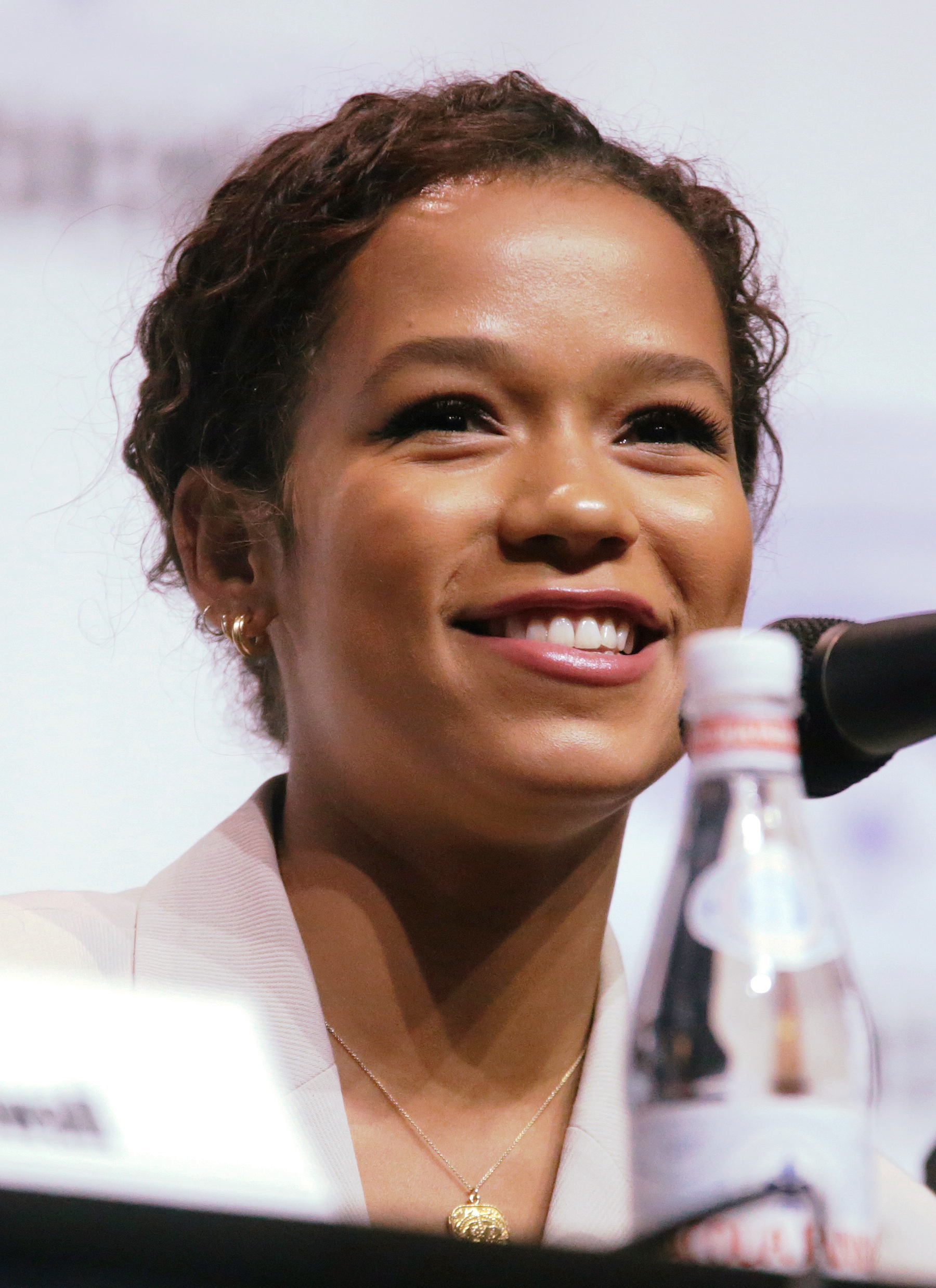
Taylor Russell, a film egyik főszereplője

Isabelle Fuhrman és James Frain a film bővített változatában, Claire és Henry szerepében látható a rejtvénykészítő történetét feltáró cselekményszálban. Tanya van Graan egy stáblistán nem feltüntetett szerepben Sonyaként tűnik el, aki Henry felesége és Claire édesanyja ebben a változatban.
Lucy Newman-Williams megjelenik Zoey terapeutájaként, Scott Coker pedig egy FBI-ügynököt alakít a mozis verzióban. Mindkét változatban Matt Esof alakítja a csavargót, aki Zoey-t és Bent Minos csapdájába csalja.

## A film készítése
2019 februárjában bejelentették, hogy aktívan fejlesztik az Végtelen útvesztő folytatását, amelynek rendezőjeként Adam Robitel visszatér Bragi F. Schut forgatókönyvíróval és Neal H. Moritz producerrel együtt. 2019 áprilisában Robitel a Bloody Disgustingnak adott interjújában azt nyilatkozta, hogy a produkciós csapat egyik kihívása a fejlesztés során az volt, hogy kitalálják, hogyan tervezzenek új szabadulószobákat, amelyek felülmúlják az eredeti filmben szereplő helyeket.

### Szereplőválogatás
2019 októberében a Collider arról számolt be, hogy Isabelle Fuhrman csatlakozott a visszatérő szereplők a stábjához, Taylor Russell és Logan Miller mellé. Ugyanebben a hónapban Holland Roden, Thomas Cocquerel, Indya Moore és Carlito Olivero is a szereplőgárda tagja lett.

## Fordítás
- Ez a szócikk részben vagy egészben  az   Escape Room: Tournament of Champions című angol Wikipédia-szócikk fordításán alapul.  Az eredeti cikk szerkesztőit annak laptörténete sorolja fel. Ez a jelzés csupán a megfogalmazás eredetét és a szerzői jogokat jelzi, nem szolgál a cikkben szereplő információk forrásmegjelöléseként.